# 워싱턴 내셔널스
워싱턴 내셔널스(영어: Washington Nationals)는 미국 워싱턴 D.C.를 연고지로 하는 프로 야구 팀이다. 메이저 리그 내셔널 리그 동부 지구 소속이다.

## 역사
1969년 캐나다 몬트리올에서 '몬트리올 엑스포스'라는 이름으로 창단했으며 2005년 워싱턴 D.C.로 연고지를 이전하면서 팀명을 워싱턴 내셔널스로 개명했는데 워싱턴 D.C.에 앞서 라스베이거스 노퍽 포틀랜드 샌안토니오가 물망에 올랐으나 도박 문제(라스베이거스) 도시 규모가 작은 점(노퍽) 시측에서 미적지근한 반응을 보인 점(포틀랜드 샌안토니오) 때문에 좌절됐다.

1999년에는 30개 메이저리그 팀 가운데 최저 연봉팀으로 기록될 정도로 구단의 투자가 줄어들면서 침체기를 맞았으며 이에 앞서 애리조나 이전설이 있었으나 찰스 브론프먼 전 구단주가 몬트리올 투자단에게 구단 소유권을 넘기는 과정에서 투자단이 애리조나로 연고이전을 하려는 그룹의 지분을 막아 무산됐다. 2002년 시즌이 시작되기 전에, 관중 감소와 재정난에 허덕이다가 아메리칸 리그 중부 지구의 미네소타 트윈스와 함께 메이저리그 퇴출대상에 들었으나 간신히 벗어나 2006년까지 유예를 받은 상태였지만 2006년 시즌 중에 구단주가 바뀌면서 퇴출을 면하게 되었다.
1969년부터 2018년까지 49년동안 월드시리즈 진출은 없었고 그 시기의 포스트시즌 역대 최고 성적은 1981년 내셔널 리그 챔피언십 시리즈 진출이었다.
2012년, 2014년, 2016년 지구 우승을 차지하면서 매번 월드시리즈 우승 후보에 들었지만 NLDS에서 번번히 탈락의 고배를 마셨다.
그러다가 2019년 NLDS에서 메이저리그 전체 승률 1위이자 강력한 우승 후보인 LA 다저스를 상대로 5차전까지 가는 명승부 끝에 시리즈 전적 3승 2패로 1981년 이후 38년 만에 NLCS 진출에 성공했고 NLCS에서도 가을만 되면 강해지는 '가을 좀비' 세인트루이스 카디널스를 상대로 4전 전승을 거두며 창단 50년 만에 처음으로 내셔널리그 정상에 오르며 월드시리즈 진출 티켓을 따냈다.
그리고 2019년 월드시리즈에서 월드시리즈 2번째 우승을 노리던 휴스턴 애스트로스를 상대로 7차전까지 대접전 끝에 시리즈 전적 4승 3패로 창단 50년만에 첫 우승컵을 들어올렸으며 워싱턴 D.C 연고팀으로는 1924년 미네소타 트윈스의 전신인 워싱턴 세너터스 이후 무려 95년만의 월드시리즈 우승의 감격을 맛보았다. 이뿐만 아니라 2002년 LA 에인절스 이후 17년만에 처음으로 참가한 월드시리즈에서 우승을 차지했고 1997년과 2003년 마이애미 말린스, 2002년 로스앤젤레스 에인절스, 2004년 보스턴 레드삭스, 2011년 세인트루이스 카디널스, 2014년 샌프란시스코 자이언츠에 이어 7번째로 와일드카드팀이 월드시리즈에서 우승을 차지한 사례로 기록되었다.

## 영구 결번
- #8 게리 카터
- #10 러스티 스토브 & 안드레 도슨
- #30 팀 레인스
- #42 재키 로빈슨